# Sennariolo
Sennariolo es una localidad italiana de la provincia de Oristán, región de Cerdeña,  con 187 habitantes.

## Evolución demográfica
| Gráfica de evolución demográfica de Sennariolo entre 1861 y 2001 |
|                                                                  |
| Fuente ISTAT - elaboración gráfica de Wikipedia                  |